# Piper parmatum
Piper parmatum är en pepparväxtart som beskrevs av R.L.Dressler. Piper parmatum ingår i släktet Piper och familjen pepparväxter. Inga underarter finns listade i Catalogue of Life.